# Asım Pars
Pour les articles homonymes, voir Pars.
Asım Pars,  né Asim Paščanović le 1er avril 1976 à Tuzla (république socialiste de Bosnie-Herzégovine, république fédérative socialiste de Yougoslavie) et mort le 23 septembre 2024 à Tojšići (Bosnie-Herzégovine), est un joueur bosnien naturalisé turc de basket-ball. Actif entre 1993 et 2013, il occupe le poste de pivot. 

## Palmarès
- Finaliste du championnat d'Europe 2001